# Olivia Tjandramulia
Olivia Tjandramulia (* 11. Mai 1997 in Jakarta, Indonesien) ist eine australische Tennisspielerin.

## Karriere
Tjandramulia spielt hauptsächlich auf der ITF Women’s World Tennis Tour, auf der sie bislang zehn Doppeltitel gewann. 
Tjandramulia gab ihr Debüt auf der WTA Tour 2014 beim Hobart International in der Doppelkonkurrenz, mit einer Wildcard ausgestattet verlor sie dort mit Partnerin Kimberly Birrell jedoch bereits die Auftaktpartie. Im Anschluss erhielt sie auch für den Doppelwettbewerb der Australian Open eine Wildcard, an der Seite von Naiktha Bains kam sie erneut nicht über die erste Runde hinaus.

## Turniersiege

### Doppel
| Nr. | Datum             | Turnier                   | Kategorie   | Belag             | Partnerin        | Finalgegnerinnen                          | Ergebnis          |
| --- | ----------------- | ------------------------- | ----------- | ----------------- | ---------------- | ----------------------------------------- | ----------------- |
| 1.  | 4. März 2016      | Mildura                   | ITF $25.000 | Rasen             | Jessica Wacnik   | Mana Ayukawa Yūki Tanaka                  | 6:0, 6:3          |
| 2.  | 23. Februar 2018  | Perth                     | ITF $25.000 | Hartplatz         | Jessica Moore    | Alison Bai Lu Jiajing                     | 7:5, 6:78, [11:9] |
| 3.  | 8. Juni 2018      | Singapur                  | ITF $25.000 | Hartplatz         | Zoe Hives        | Miyabi Inoue Junri Namigata               | 6:4, 4:6, [10:6]  |
| 4.  | 26. Oktober 2019  | Dallas                    | ITF W25     | Hartplatz         | Marcela Zacarías | Emily Appleton Jamie Loeb                 | 6:3, 6:4          |
| 5.  | 20. Juni 2021     | Madrid                    | ITF W25     | Hartplatz         | Ashley Lahey     | Yvonne Cavalle-Reimers Celia Cerviño Ruiz | 6:2, 4:6, [10:8]  |
| 6.  | 21. August 2021   | San Bartolomé de Tirajana | ITF W60     | Sand              | Arianne Hartono  | María Lourdes Carlé Julieta Lara Estable  | 6:4, 2:6, [10:7]  |
| 7.  | 12. November 2021 | Santiago                  | ITF W60+H   | Sand              | Arianne Hartono  | Katharina Gerlach Daniela Seguel          | 6:1, 6:3          |
| 8.  | 25. Juni 2022     | Cantanhede                | ITF W25     | Teppich           | Jessy Rompies    | Ingrid Gamarra Martins Emily Webley-Smith | 6:2, 7:61         |
| 9.  | 15. Oktober 2022  | Fredericton               | ITF W25     | Hartplatz (Halle) | Arianne Hartono  | Viktória Morvayová Anna Sisková           | 7:5, 6:1          |
| 10. | 22. Oktober 2022  | Saguenay                  | ITF W60     | Hartplatz (Halle) | Arianne Hartono  | Catherine Harrison Yanina Wickmayer       | 5:7, 7:63, [10:8] |